# Uta rupestre
L'uta rupestre (Petropseudes dahli) és una espècie de pòssum australià. Viu en escarpaments rocosos de Kimberley, Arnhem Land i el golf de Carpentària, al llarg d'Austràlia occidental i el Territori del Nord i travessant tot just la frontera amb Queensland. També viu a Groote Eylandt. És l'única espècie del gènere Petropseudes, però forma part del grup que també inclou l'uta comú (Pseudocheirus peregrinus). Fou anomenat en honor del naturalista noruec Knut Dahl.